# Crisicoccus coreanus
Crisicoccus coreanus är en insektsart som först beskrevs av Hiroshi Kanda 1941.  Crisicoccus coreanus ingår i släktet Crisicoccus och familjen ullsköldlöss.
Artens utbredningsområde är Sydkorea. Inga underarter finns listade i Catalogue of Life.